# پوکروفکا-اوزرکی
پوکروفکا-اوزرکی (انگلیسی: Pokrovka-Ozerki) یک شهرک در شهرستان استرلیتاماکسکی استان باشقیرستان کشور روسیه است.